# Ansfelden
Ansfelden ist eine Stadtgemeinde mit 18.251 Einwohnern (Stand 1. Jänner 2024) im Bezirk Linz-Land im oberösterreichischen Zentralraum. Ansfelden ist vor allem durch die Nähe zur weiter nördlich gelegenen Landeshauptstadt Linz geprägt.

## Geografie

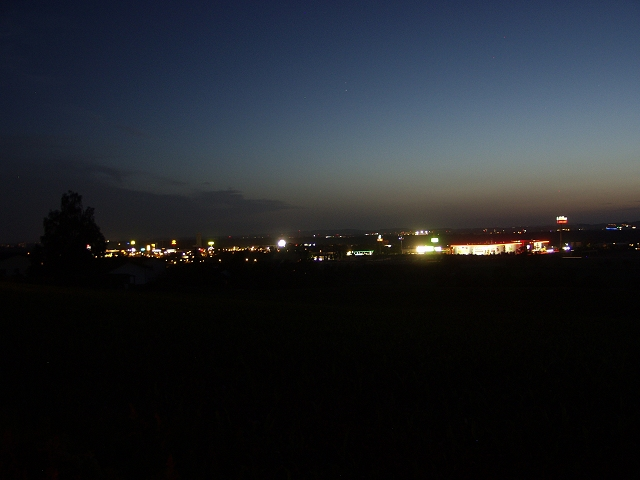
Blick über Ansfelden beim Einbruch der Nacht

Ansfelden liegt auf einer Seehöhe von 289 m ü. A. im Zentralraum von Oberösterreich. Das Stadtgebiet grenzt im Norden an die Landeshauptstadt Linz und an die Stadt Traun, im Osten an Sankt Florian, im Süden an St. Marien, im Südwesten an Neuhofen an der Krems und im Westen an Pucking.
Die höchste Erhebung mit 373 m ü. A. ist der Zirnberg
(nicht zu verwechseln mit dem Ziehberg) in der Katastralgemeinde Nettingsdorf.

### Gemeindegliederung
Das Gemeindegebiet umfasst folgende 14 Ortschaften (in Klammern Einwohnerzahl Stand 1. Jänner 2024):
- Ansfelden (2262)
- Audorf (1179)
- Berg (170)
- Fleckendorf (149)
- Freindorf (2379)
- Fürhappen (391)
- Grabwinkel (55)
- Haid (8563)
- Kremsdorf (1644)
- Moos (182)
- Nettingsdorf (325)
- Rapperswinkel (832)
- Vordermayrberg (51)
- Weißenberg (69)

Die Gemeinde besteht aus den fünf Katastralgemeinden Ansfelden, Fleckendorf, Kremsdorf, Nettingsdorf und Rapperswinkel.
Der zuständige Gerichtsbezirk ist der Gerichtsbezirk Traun.

### Nachbargemeinden
| Traun                 | Linz                                        |             |
| Pucking               | Kompassrose, die auf Nachbargemeinden zeigt | St. Florian |
| Neuhofen an der Krems | St. Marien                                  |             |

## Geschichte
Erstmals gesichert urkundlich erwähnt wurde Ansfelden um 788/91 in den Notitia Arnonis der Kirche zu Salzburg als „Albinsvelt“. Die Ortsbezeichnung Ansfelden leitet sich von Albinsvelt und Alpunesfeld (Albuni) her (Erwähnung in der „Kremsmünsterer Stiftungsurkunde“ von 777 im Zuge einer Schenkung von Tassilo III. an das Stift Kremsmünster).
Ursprünglich (ab 976) im Ostteil des Herzogtums Bayern liegend, gehörte der Ort in der Region „Ostarrichi“ seit 1156 zum neuen Herzogtum Österreich. Seit 1490 wird er dem Fürstentum Österreich ob der Enns zugerechnet. Während der Napoleonischen Kriege war der Ort mehrfach besetzt.
Seit 1918 gehörte der Ort zum Bundesland Oberösterreich und fiel nach dem Anschluss Österreichs an das Deutsche Reich am 13. März 1938 an den „Gau Oberdonau“.
Nach dem Ende des Zweiten Weltkriegs 1945 gehörte Ansfelden zur US-amerikanischen Besatzungszone im besetzten Nachkriegsösterreich und zum wiederhergestellten Bundesland Oberösterreich.
Maßgeblich zum Anstieg der Bevölkerungszahl trug das von der amerikanischen Militärverwaltung auf dem Gelände eines ehemaligen Kriegsgefangenenlagers im Ortsteil Haid eingerichtete DP-Lager, die Wohnsiedlung 121 Haid für so genannte Displaced Persons bei.
Später wurden dort Heimatvertriebene, teilweise bis zu 10.000 Menschen, aus dem Osten untergebracht. Ab Mitte der 1950er Jahre wurde Haid zu einer modernen Satellitenstadt Ansfeldens samt Infrastruktur ausgebaut.
Ansfelden erhielt am 27. September 1986 das Gemeindewappen und wurde am 25. September 1988 zur Stadt erhoben. Anlässlich dieser Feier wurde von der österreichischen Postverwaltung einer Sonderbriefmarke aufgelegt.
Bei der Jahrhundertflut von 2002 kam es in Kremsdorf zu einem Dammbruch im Bereich der Redersiedlung, wodurch diese teilweise 1,5 m hoch überschwemmt wurde. Insgesamt wurden damals 20 % des Stadtgebiets überflutet.
Als am 27. Juni 2023, 17 Uhr eine Tiefbohrung in einer Siedlung in Freindorf für einen Erdwärmetauscher für eine Haus-Wärmepumpe 90 m Tiefe erreichte, kam es zu einem Wasseraustritt, der abgepumpt wurde. Daneben austretendes Erdgas explodierte um 21 Uhr in einem 100 m entfernten Haus, das abbrannte. Ein Mann wurde verletzt, aus 65 Nachbarhäusern wurden etwa 100 Menschen evakuiert. Am 30. Juni durften die meisten der Häuser wieder bezogen werden. Die Elektrizitätsversorgung soll erst später eingeschaltet werden.

### Bevölkerungsentwicklung
Aktuell leben in Ansfelden inklusive der Zweitwohnsitzer über 16.000 Menschen. Ein Viertel der in Ansfelden lebenden Bevölkerung wurde nicht in Österreich geboren und hat Migrationshintergrund. Unter anderem ist dieser Umstand auf das ehemalige Flüchtlingslager Haid zurückzuführen, woraus viele Menschen in Ansfelden eine neue Heimat gefunden haben.

## Kultur und Sehenswürdigkeiten

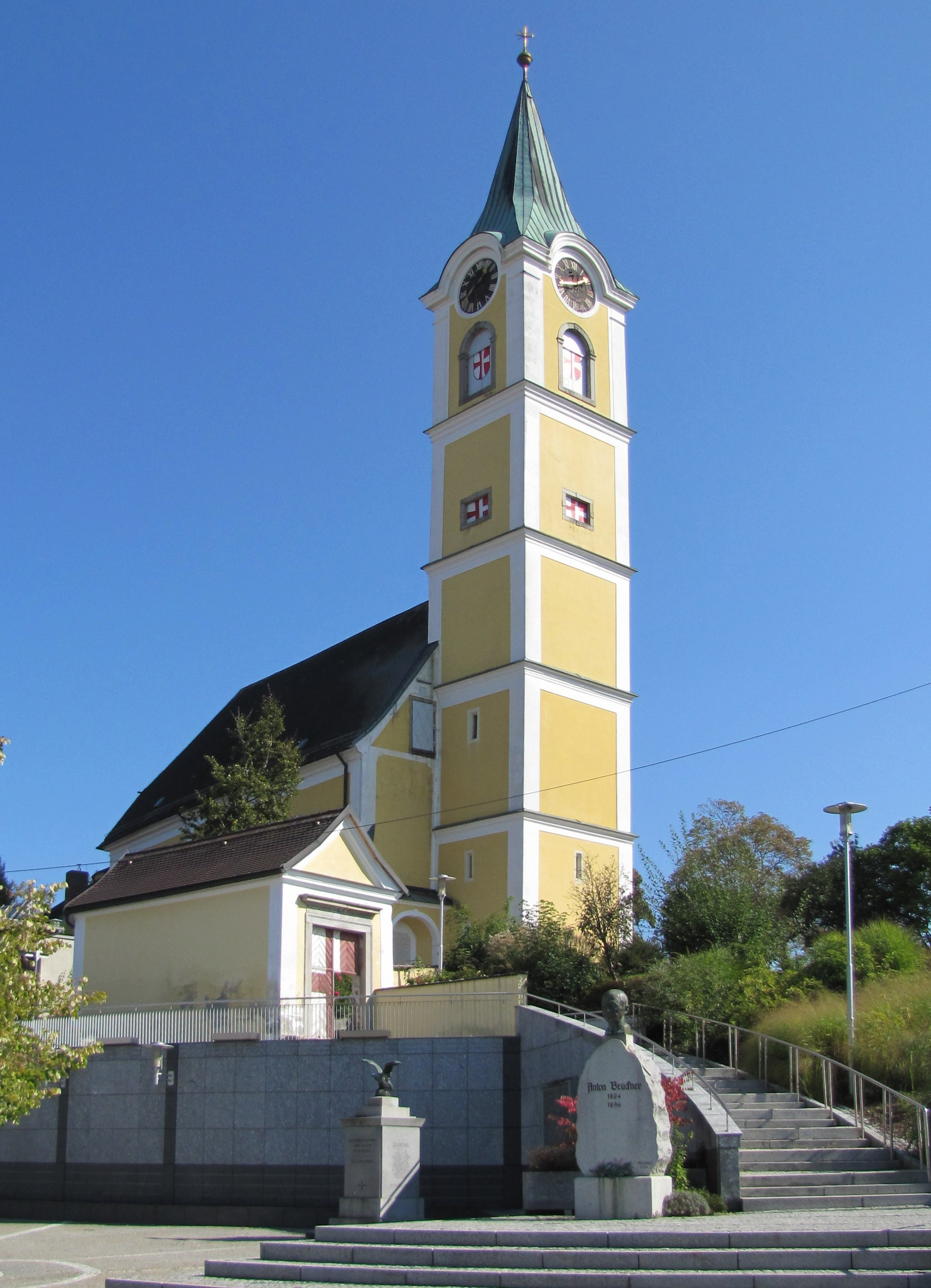
Pfarrkirche Ansfelden

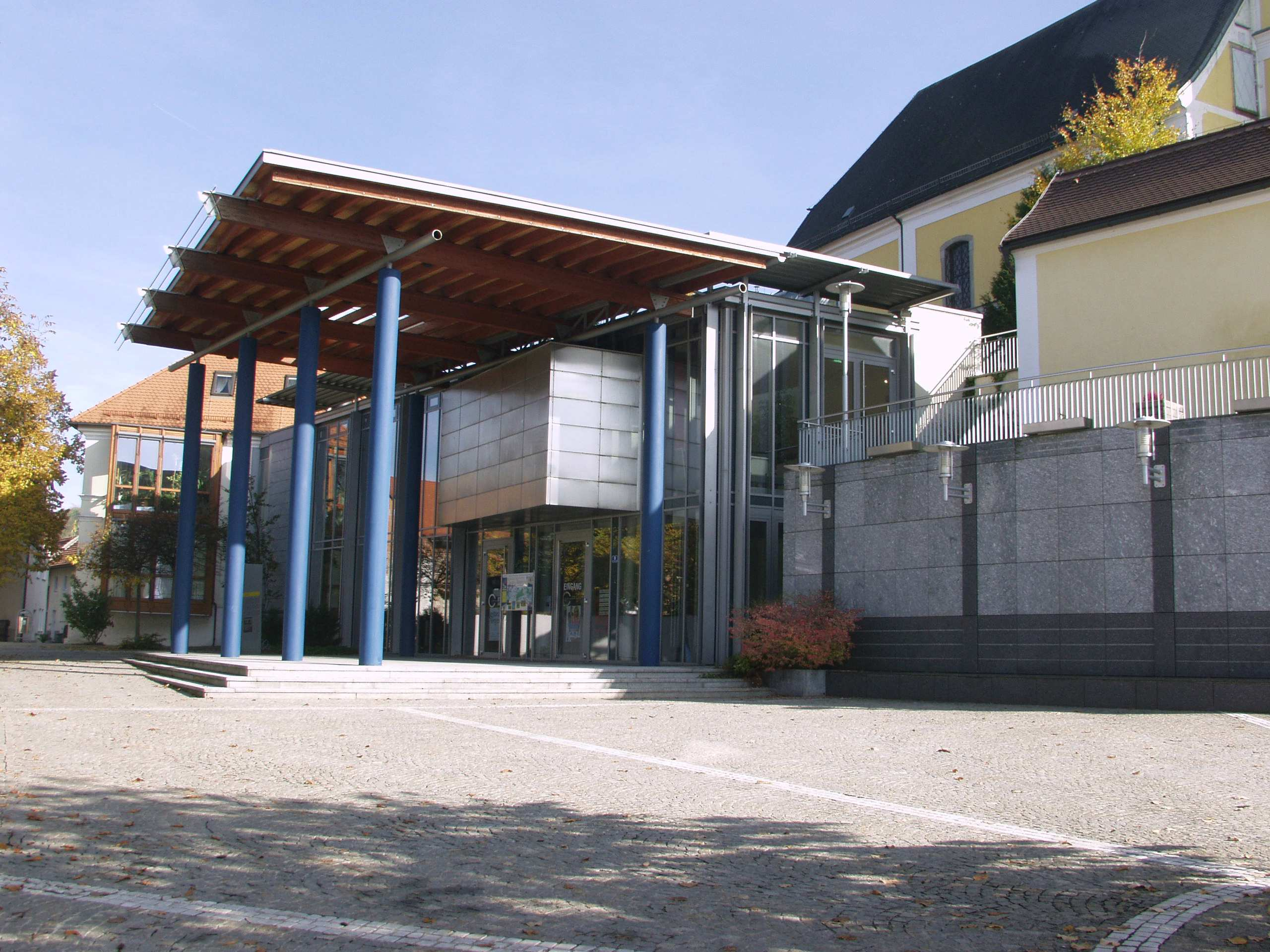
Anton Bruckner Centrum in Ansfelden

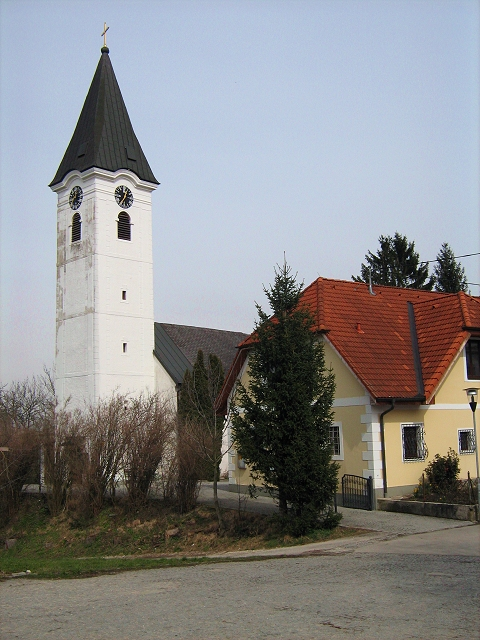
Pfarrkirche Berg an der Krems

- Geburtshaus Anton Bruckner: Nicht nur den Liebhabern klassischer Musik ist Ansfelden durch das Geburtshaus des Komponisten Anton Bruckners bekannt. Er wurde am 4. September 1824 geboren und wuchs in Ansfelden auf.
- Anton Bruckner Centrum (ABC): Im Jahre 1996 wurde in Erinnerung an den 100. Todestag von Anton Bruckner das 'Anton Bruckner Centrum (ABC)' im Ortszentrum von Ansfelden errichtet, das als Veranstaltungszentrum genutzt wird. Neben der direkten Abkürzung des Namens sollen die Buchstaben auch die Tätigkeit Bruckners als Lehrer symbolisieren.
- Anton Bruckner Sinfoniewanderweg: Zu Ehren des Komponisten wurden 9 Stationen am 9 km langen Abschnitt des Jakobswegs angelegt, der vom Geburtshaus des Musikers im Zentrum der Stadt durch Wiesen und Wälder in die Nachbargemeinde Sankt Florian bei Linz – einer seiner Wirkungsstätten als Organist und seiner Grabesstätte – führt.[9]
- Rathausfestsaal, Stadtsaal und Galerien: im Stadtteil Haid; Neben der alljährlichen Hobby- und Osterausstellung wird er von ortsansässigen Vereinen und dem städtischen Kulturreferat (größere Veranstaltungen) genutzt.
- Kirchen: Im Stadtgebiet von Ansfelden gibt es insgesamt vier Kirchen. In Ansfelden, Berg und Haid (Autobahnkirche) gibt es jeweils eine katholische Kirche. Die einzige evangelische Kirche in der Stadtgemeinde Ansfelden steht in Haid.

### Landesgartenschau 2011
2011 wurde in Ansfelden, unter dem Titel „Sinfonie in Grün“, die Oberösterreichische Landesgartenschau abgehalten. Die Gartenbauschule Ritzlhof stellte einen Teil des 20 ha großen Geländes zur Verfügung und war ein wichtiger Partner in der Planung und Umsetzung. Bei dieser Gelegenheit entstand entlang der Krems ein Naherholungsgebiet, das auch nach der Landesgartenschau für die Bevölkerung in der Stadt und der Region bestehen bleibt.

## Wirtschaft und Infrastruktur

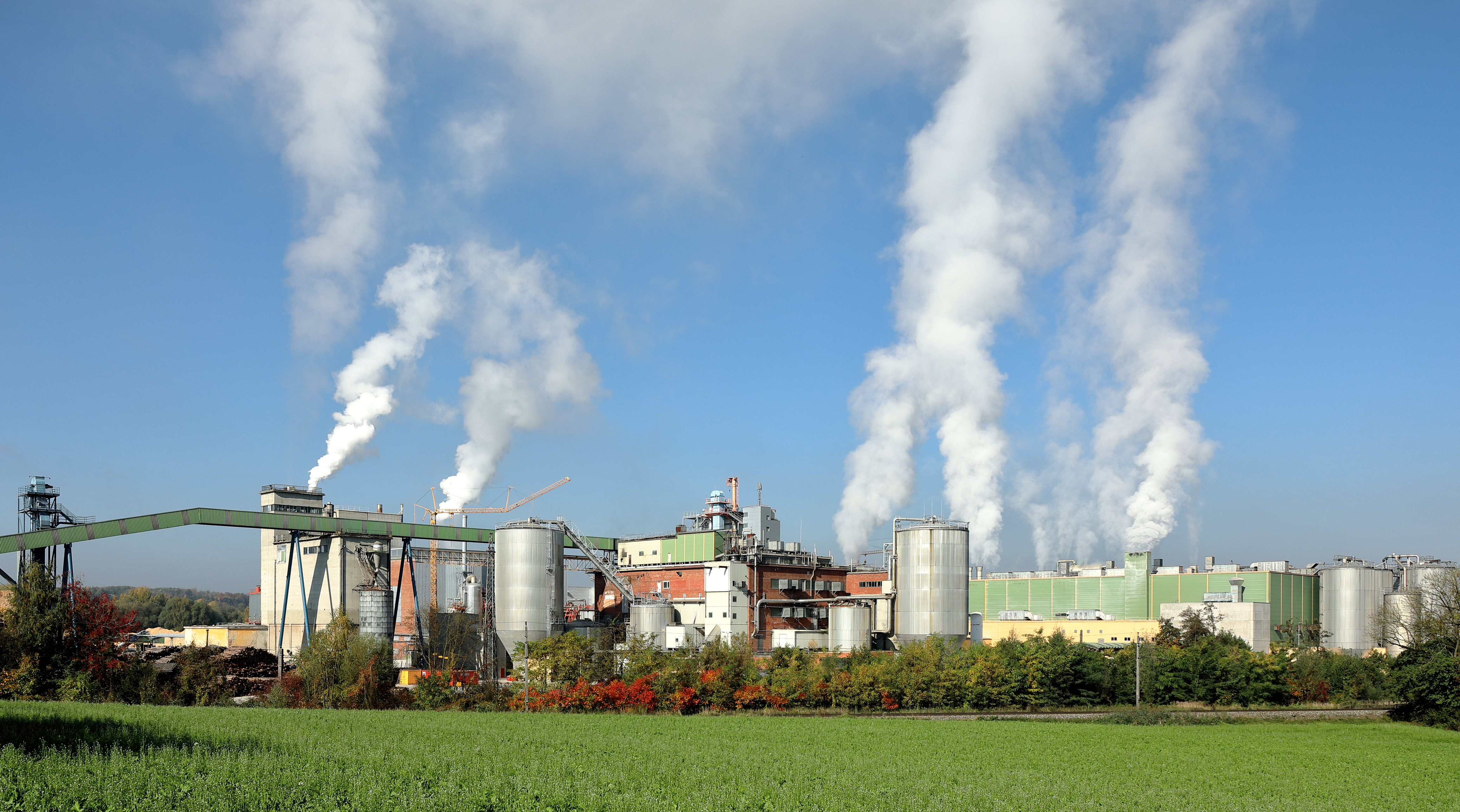
Südostansicht der Nettingsdorfer Papierfabrik

- Die Nettingsdorfer Papierfabrik AG & Co KG ist wohl der bekannteste und auch für Teile der Bevölkerung identitätsstiftende Industriebetrieb aus Ansfelden mit Sitz im Stadtteil Nettingsdorf.
- Das Haid Center (früher Shopping Center Haid) sowie die Ansiedlung von Handelsbetrieben aus der Möbel- und Baubranche entlang der A 1 im Stadtteil Audorf sind dominierend im Stadtbild.

### Sicherheit
- Rettung: Das Gemeindegebiet wird vom Roten Kreuz Oberösterreich über die Ortsstelle Traun mit Dienstleistungen im Notfall- und Krankentransport sowie der Hauskrankenpflege versorgt. In der Ortschaft Freindorf, im Gebäudekomplex der Autobahnmeisterei befindet sich der Stützpunkt des Notarzteinsatzfahrzeuges (NEF) für den Bezirk Linz Land und das südliche Linz.
- Feuerwehr: Das Stadtgebiet von Ansfelden wird von den drei Freiwilligen Feuerwehren Ansfelden, Freindorf, Nettingsdorf sowie von der Betriebsfeuerwehr Nettingsdorf Papierfabrik betreut.
- Polizei: Im Stadtteil Haid befindet sich eine Polizeiinspektion sowie an der Autobahn ein Stützpunkt der Autobahnpolizei.

### Soziale Einrichtungen
- Kindergärten, Krabbelstuben und Horte: Für Kinder unter drei Jahren wird von den Kinderfreunden die Krabbelstuben „Zwergerldorf“ im Stadtteil Haid und in Ansfelden betrieben sowie die Schülerhorte Ansfelden, Haid und Kremsdorf. Für Kinder ab drei Jahren stehen sechs Kindergärten zur Auswahl: Der Kindergarten Ansfelden, Kindergarten Freindorf, Kindergarten Audorf die Kindergärten Haid I und Haid II sowie der Kindergarten Kremsdorf.
- Eltern-Kind-Zentren: In den Stadtteilen Haid und Freindorf befinden sich Eltern-Kind-Zentren, die Angebote für Kinder zwischen null und fünf Jahren, aber auch für Eltern und Erziehende (Fortbildungsseminare) setzen. Das EKIZ in Freindorf wird dabei von einem privaten Trägerverein (Familienbund OÖ), jenes in Haid von der Stadtgemeinde Ansfelden getragen.
- Hort: Im Stadtteil Ansfelden nutzen zwei Hortgruppen in der Volks- und Hauptschule Ansfelden die Schulräumlichkeiten. Im bevölkerungsstarken Stadtteil Haid können Kinder zwischen 7 und 14 Jahren eine von vier Hortgruppen besuchen. Schließlich befindet sich auch am Schulstandort im Stadtteil Kremsdorf eine Hortgruppe.
- Tagesheimstätten: In den Stadtteilen Ansfelden, Haid und Kremsdorf befinden sich Tagesheimstätten, in denen ältere Bürger Gesellschaft und Gemeinschaft erleben können. Die Einrichtungen in Ansfelden und Haid haben wochentags am Nachmittag, jene in Kremsdorf zweimal die Woche Nachmittags geöffnet.
- Essen auf Rädern: Für Gemeindebürger, die sich aufgrund des fortgeschrittenen Alters und aus Mangel an Verwandten nicht mehr selbst mit Essen versorgen können, bietet die Stadtgemeinde Ansfelden das Service „Essen auf Rädern“ an. Das Menü wird jeden Tag frisch gekocht und warm zugestellt.
- Betreubares Wohnen: In den Stadtteilen Ansfelden, Kremsdorf und Freindorf befinden sich in Summe 40 Wohnungen des Angebotes „Betreubares Wohnen“. Neben den barrierefreien Wohnungen befindet sich in jedem Haus auch ein Gruppenraum. Mitarbeiter des Stadtgemeindeamtes stehen als Ansprechpartner für die Bewohner mehrmals die Woche zur Verfügung.
- Alten- und Pflegeheim Haid: Der Sozialhilfeverband Linz-Land betreibt im Stadtteil Haid ein Alten- und Pflegeheim. Menschen aus dem Bezirk Linz-Land finden dort in 137 Pflegeplätzen ein neues Zuhause, sobald der Verbleib oder die Pflege zuhause nicht mehr möglich ist.
- Mobiler Sozialmarkt: Seit Mai 2009 bietet ein mobiler Sozialmarkt zweimal pro Woche Waren aus dem Handel an, deren Ablaufdatum bereits überschritten wurde, die jedoch ohne Weiteres genießbar sind. Die Produkte werden dabei an Menschen mit geringem Einkommen zu einem symbolischen Preis verkauft. Die Einkaufsberechtigung wird dabei anhand des Haushaltseinkommens überprüft und mit einem Ausweis dokumentiert.
- Sozialberatungsstelle: Für Menschen in sozialen Notlagen bietet die Sozialberatungsstelle Ansfelden eine erste Anlaufstelle. Bürger erhalten dort (beispielsweise) Informationen zu Themen wie Sozialhilfe, Pflegegeld, Kinderbetreuungsbonus, Altenheimaufnahme und den gemeindeeigenen Angeboten im sozialen Bereich.
- Community Nursing: Zu Hause lebende Menschen ab 75 Jahren können einen kostenlosen Pflegeckeck in Anspruch nehmen. Dabei werden Hausbesuche angeboten um als Drehscheibe zum pflegerischen, medizinischen und sozialen Leistungsangebot zu fungieren. Zusätzlich bieten die Community Nurses Schulungen und Workshops für Klienten und pflegende Angehörige an. Das Angebot wird durch die Stadtgemeinde Ansfelden betrieben und ist durch die EU gefördert (NextGenerationEU)

### Zusammenleben in Ansfelden
Seit 1995 setzt die Stadt Aktivitäten um ein gutes Zusammenleben zwischen den Bürgern der Stadt zu fördern. Waren es anfangs vorwiegend Angebote im Bildungsbereich (wie frühkindliche Sprachförderung, Hausaufgabenbetreuung für lernschwache Kinder), so kamen besonders ab 2010 zusätzliche Maßnahmen wie ein Wohnumfeldprojekt („Ansfelden Miteinander“, seit 2013), Förderungen für Demokratieaktivitäten („Jack D.“, seit 2011), Ansprechpartner für neue Bürger in der Stadt („Brücken~bauer~innen“, seit 2012) oder eine Willkommenskultur („Willkommensmappe“, seit 2012) hinzu. Zur Koordination und Weiterentwicklung der Angebote hat die Stadt die Position eines Referenten für kommunales Zusammenleben in der Stadtverwaltung geschaffen (seit 2013).
Seit Oktober 2010 wird die Stadt durch die Integrationsstelle des Landes Oberösterreich und die Beratergruppe vor.ort mit einem eigenen Prozess unterstützt. Ziele sind dabei, das Bewusstsein zu steigern, dass gemeinsames Handeln allen dient, die Stadt attraktiver zu machen, gemeinsame und klare Richtlinien für die Integrationsarbeit zu gestalten und Beispiel für andere Städte zu sein.
Der Gemeinderat hat im Dezember 2012 ein Grundsatzpapier als Absichtserklärung für gutes Zusammenleben in der Stadt beschlossen. Darin bekennt sich die Politik dazu, dass Zuwanderung in Ansfelden geschichtliche Tradition hat, Vielfalt und Verschiedenheit als Bereicherung gesehen wird und die Grundhaltung politischen Handelns in der Stadt an den Menschenrechten ausgerichtet sein soll.

### Bildung

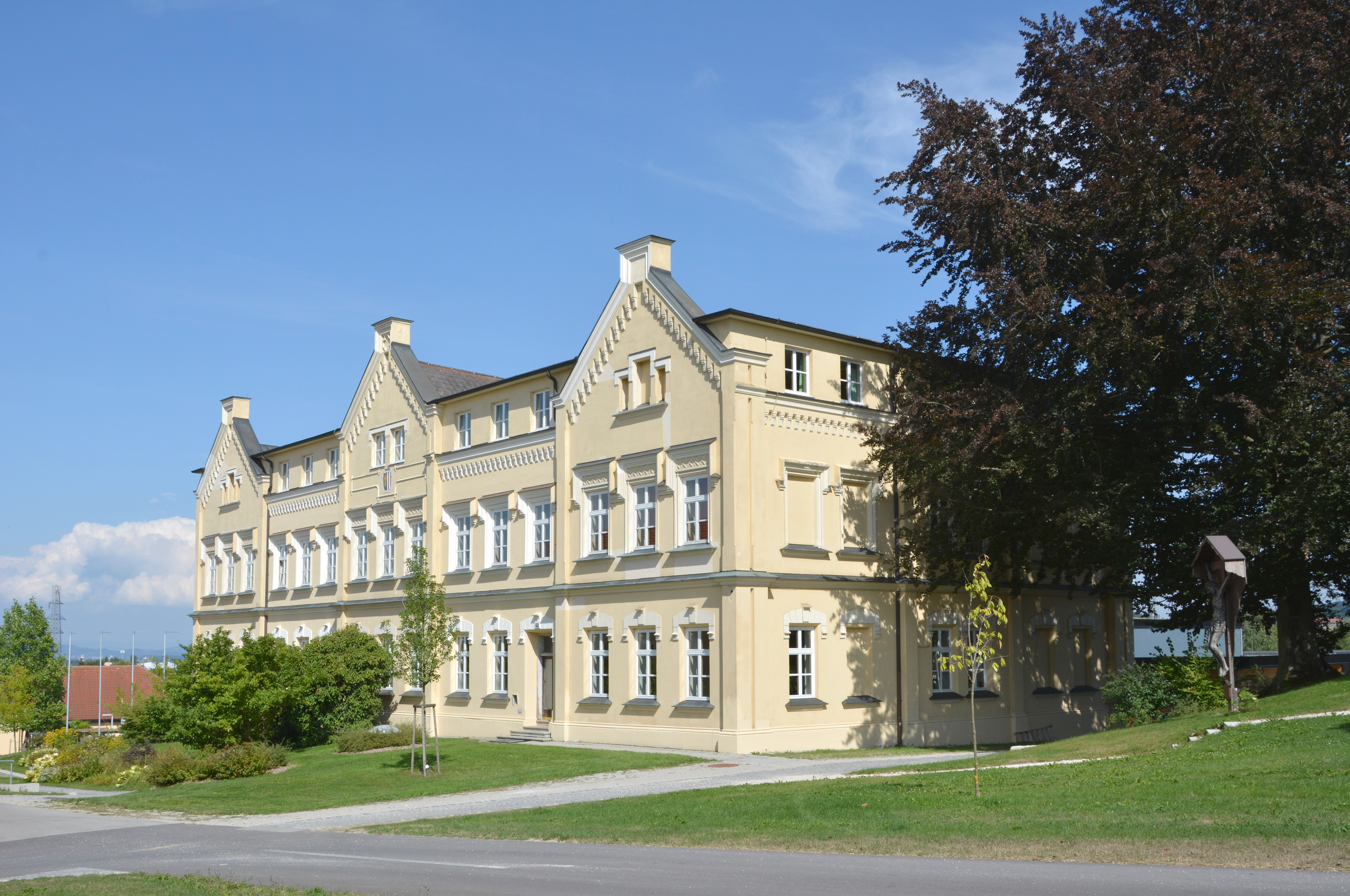
Fachschule Ritzlhof

- Volksschule Ansfelden, gegründet 1907
- Volksschule Kremsdorf
- Volksschule Haid
- Anton-Bruckner-Mittelschule Ansfelden
- Mittelschule Haid I
- Walter Wimmer Schule (Mittelschule Haid II)
- Landwirtschaftliche Berufs- und Fachschule Ritzlhof des Landes für Gartenbau
- Stadtbibliothek Ansfelden

### Freizeit und Sport
- Erlebnisbad Haid, 1994 im Stadtteil Haid eröffnet
- Skaterplatz: In den Stadtteilen Ansfelden und Nettingsdorf wurden Skaterplätze errichtet
- öffentlichen Spielplatz: In jedem Stadtteil gibt es zumindest einen öffentlichen Spielplatz
- Jugendtreff: Insgesamt drei Jugendtreffs werden in den Stadtteilen Freindorf, Nettingsdorf und Haid von einem privaten Verein im Auftrag der Stadtgemeinde betrieben.
- EREMA Bewegungsarena: Sieben attraktive Lauf- und Walkingstrecken lassen das Ansfeldner Gemeindegebiet sportlich erkunden
- Motorikpark im Stadtteil Nettingsdorf, auch für Konzerte (Kremspark)

### Sender
1955 wurde in Fleckendorf ein Kurzwellensender für Überseetelephonie mit Nord- und Südamerika mit einem Stahlgittertragturm errichtet.
Bis 1968 wurde diese Anlage vom österreichischen Rundfunk für Auslandssendungen genutzt. Dann wurde sie dem österreichischen Militär übergeben, welches sie bis 1996 nutzte. Heute trägt der 110 Meter hohe Stahlturm nur noch Antennen für Mobilfunk.
1978 wurde weiter nördlich der Sendeanlage Fleckendorf ein 93 Meter hoher Richtfunkturm mit Plattform in Stahlbetonbauweise errichtet. (Südwestlich stand der zeitweise rekordhohe Sender Kronstorf.)

### Biomasse Heizwerk Haid
Im Stadtteil Haid wurde Ende 2009 das Biomasse Heizwerk Haid eröffnet. Im Endausbau soll es rund 2.000 Wohnungen mit nachhaltiger Fernwärme versorgen.

### Verkehr

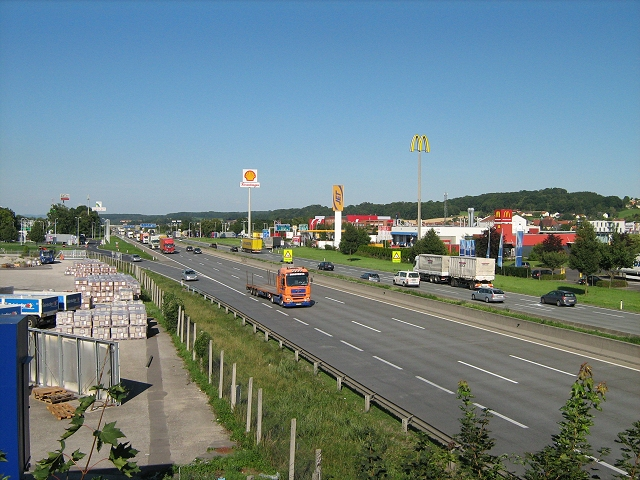
Ansfelden an der Autobahn

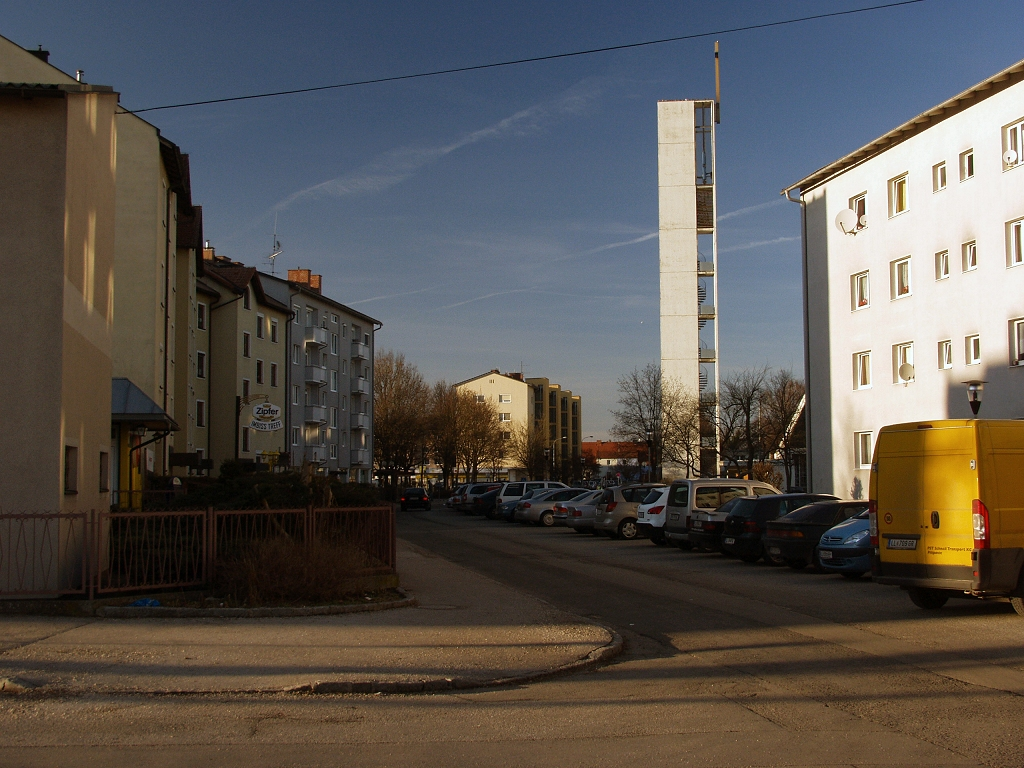
Stadtteil Haid (Kirchenstraße) im Winter

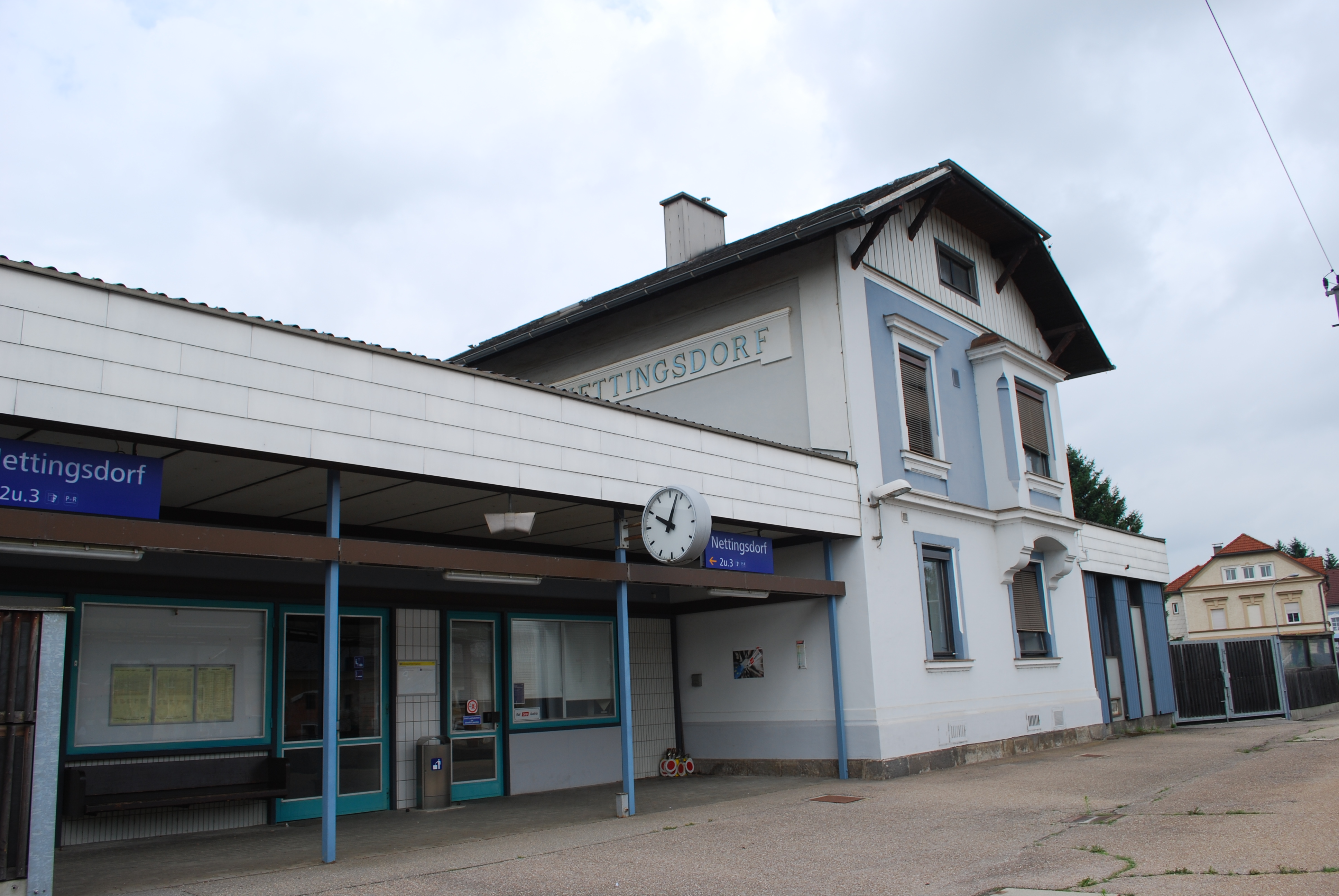
Bahnhof Nettingsdorf

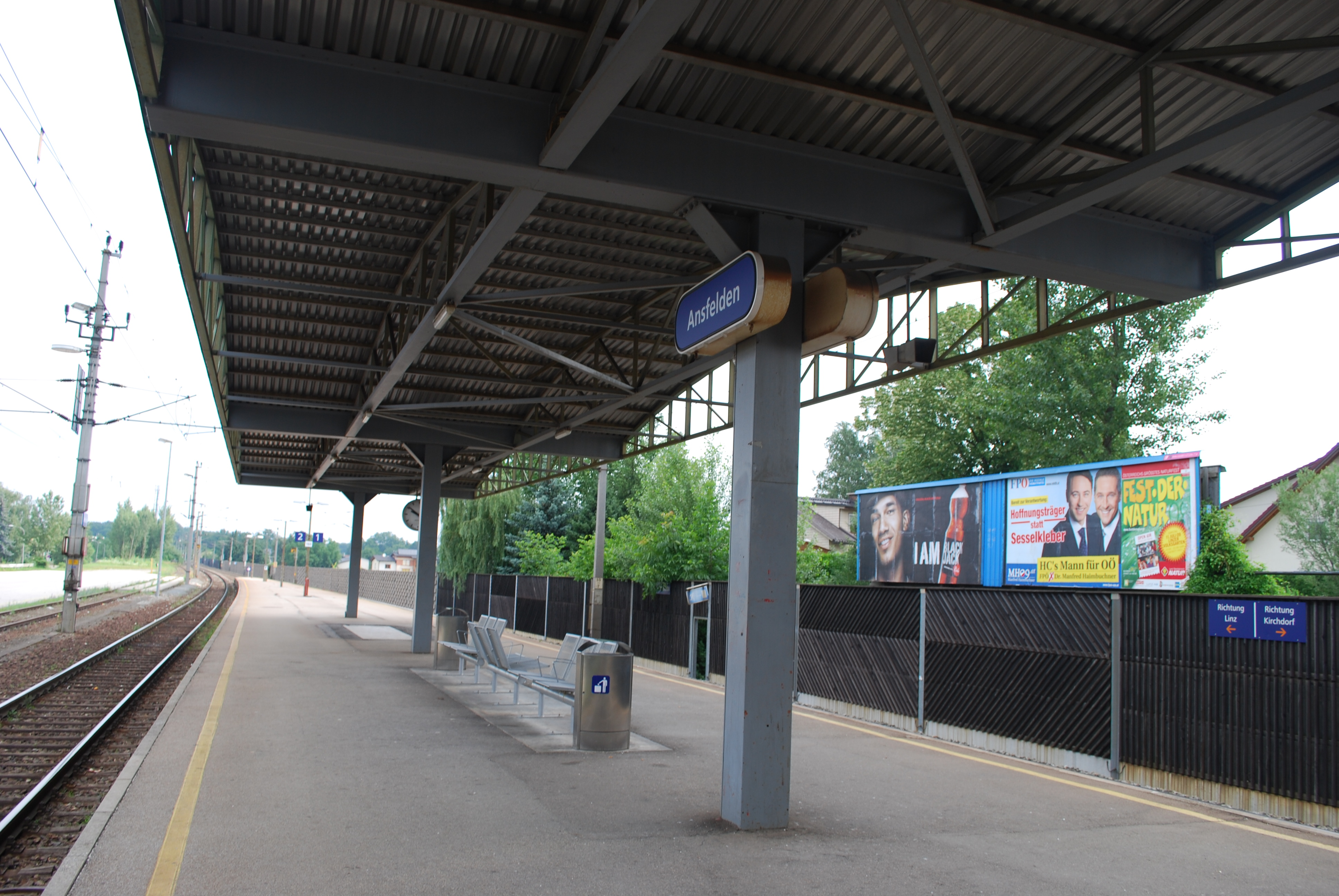
Haltestelle Ansfelden

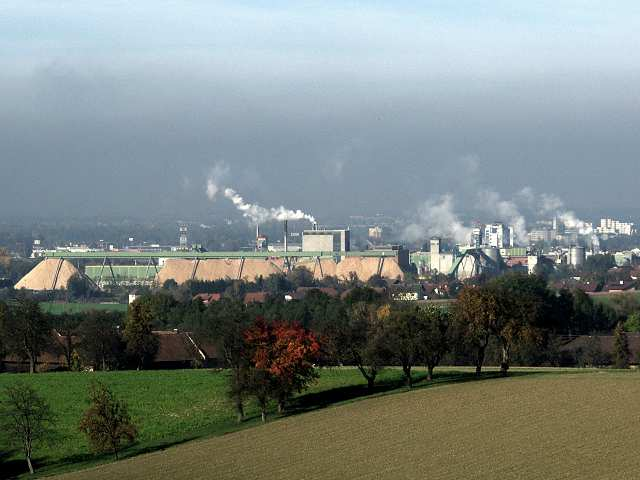
Nettingsdorfer Papierfabrik von Süden her. Im Vordergrund die Hackschnitzelberge

Ansfelden ist sowohl über den Straßenweg als auch mit der Bahn und per Luft gut erreichbar. Proteste von Bürgervereinigungen Anfang dieses Jahrhunderts zeigten die Problematik auf, dass das Auto-Verkehrsaufkommen in manchen Stadtteilen die Kapazität der Straßen übersteigt.
- Straßenverkehr: Im Stadtgebiet von Ansfelden befinden sich zwei wichtige überregionale Verkehrsknotenpunkte:
- Der Autobahnknoten Linz im Stadtteil Freindorf, wo die Mühlkreis Autobahn A 7 von der Westautobahn A 1 in Richtung Norden abzweigt. Am Westast liegen beidseits jeweils eine Autobahnstation Ansfelden.
- Der Autobahnknoten Haid im Stadtteil Berg (ein Teil des Knotens befindet sich auch im Gemeindegebiet von Pucking), wo die Welser Autobahn A 25 von der Westautobahn A 1 in Richtung Nordwest abzweigt. Die A 1 zwischen den beiden Autobahnknoten gehört zu den meistbefahrenen Autobahnabschnitten Österreichs. Mit 33,94 Mio. Kfz jährlich (92.986 Kfz pro Tag)[13]

liegt sie beim Kfz-Verkehr auf Platz 5, beim Lkw-Verkehr liegt die A 1 in Haid mit 6,14 Mio. Lkw jährlich (16.820 Lkw pro Tag im Jahr 2011) sogar auf Platz 1.
Innerstädtische Verkehrsrouten
- Traunufer Landesstraße L 563 (Ost-West) von der Stadtgrenze zu Linz durch die Stadtteile Freindorf, Audorf, Rapperswinkel, Haid bis zur Stadtgrenze nach Pucking. Sie verläuft nördlich versetzt parallel zur Westautobahn.
- Kremstal Straße B 139 (Nord-Süd) von der Stadtgrenze zu Traun durch die Stadtteile Haid, Kremsdorf und Ritzlhof zur Stadtgrenze nach Neuhofen an der Krems.
- Ansfeldner Landesstraße L 1394 (Nord-Süd) vom Kreisverkehr im Stadtteil Ansfelden in Richtung Süden durch die Stadtteile Ansfelden und Fleckendorf und das Florianerholz zur Stadtgrenze nach St. Florian bei Linz.
- Ritzlhof Landesstraße L 1392 (Ost-West) von der Kreuzung mit der Traunufer Landesstraße im Stadtteil Audorf durch den Stadtteil Kremsdorf zur Kreuzung mit der Kremstal Bundesstraße beim Haid Center.
- Wambacher Straße (Gemeindestraße, West-Ost) durch die Stadtteile Nettingsdorf, Moos, Grabwinkel, Fleckendorf, Vordermayrberg zur Stadtgrenze nach Linz. Sie verläuft im Wambachtal südlich versetzt parallel zur Westautobahn.

- Radwege: In Nord-Süd-Richtung verläuft parallel zur Pyhrnbahnstrecke der überregionale oberösterreichische Radweg R10 (Kremstalradweg), der von Traun bis Klaus führt. Im Stadtteil Kremsdorf, beim Bahnhof Nettingsdorf zweigt der überregionale oberösterreichische Radweg R14 (Anton-Bruckner-Radweg), der innerstädtisch über die Wambachstraße weiter nach St. Florian führt und beim Kraftwerk Abwinden-Asten endet. Innerhalb des Stadtgebietes sind besonders die nördlich der Autobahn A 1 gelegenen Stadtteile untereinander über beinahe durchgängige Radwege erreichbar. Zwischen den Stadtteilen Ansfelden und Kremsdorf besteht entlang der Ritzlhofstraße ein Radweg. Die Nachbarstadt Traun ist vom Stadtteil Haid aus auf kurzem Wege über einen Stahlsteg parallel zur Pyhrnbahn erreichbar. Über denselben Weg ist auch die Landeshauptstadt Linz in rund 40 bis 60 Minuten zu erreichen. Vom Stadtteil Freindorf führt ein Radweg parallel zur Traunufer-/Kremsmünsterer Straße nach Ebelsberg. Eine witterungsgeschützter Bike&Ride Anlage befindet sich bei der Bahnhaltestelle Ansfelden.

- Bahn: In Kremsdorf befindet sich der Bahnhof Nettingsdorf. Die durch ihn verlaufende Pyhrnbahn ist ab hier in Richtung Süden (Selzthal) nur mehr eingleisig ausgebaut. Zwischen 1988 und 1995 wurden zwischen Linz Hbf und Nettingsdorf Schnellbahnzüge geführt, deren südlicher Endbahnhof mit jeder Fahrplanperiode ausgeweitet wurde: Zuerst nach Rohr im Kremstal, später nach Kirchdorf an der Krems. Der Bahnhof Nettingsdorf ist auch ein Verschubbahnhof für die in unmittelbarer Nähe liegende und durch einen Gleisanschluss verbundene Papierfabrik Nettingsdorf. Im Rapperswinkel befindet sich die Haltestelle Ansfelden, die als Inselbahnsteig ausgeführt ist. Diese Station wird nur von Regionalzügen der ÖBB bedient. Ansfelden und alle Stadtteile sind durch die Busse der Wilhelm Welser Verkehrsbetriebe Traun verbunden. Sie verkehren meist im Stunden-Takt. Es fährt auch ein Shuttle-Bus zwischen Linz Hbf und IKEA Haid, über den Haider Hauptplatz. Es liegen Pläne vor die bisher in Traun endende Linie 4 der Linzer Straßenbahn über Haid bis nach Ansfelden zu erweitern. Einige Details wurden im März 2021 der Öffentlichkeit vorgestellt.[15]

- Flughafen: Die unmittelbare Nähe zum Flughafen Linz bietet auch Erreichbarkeit aus der Luft.
- Paketlogistik: durch die vorteilhafte Lage in der Nähe von 2 Autobahnknoten hat der Paketdienstleister General Logistics Systems den Hauptsitz seiner österreichischen Tochterfirma hier. Zu Hochzeiten werden in den beiden Logistikzentren etwa 120.000 Pakete pro Nacht sortiert.

## Politik
Der Gemeinderat hat 37 Mitglieder.
- Mit den Gemeinderats- und Bürgermeisterwahlen in Oberösterreich 2003 hatte der Gemeinderat folgende Verteilung: 23 SPÖ, 7 ÖVP, 3 FPÖ und 2 GRÜNE.
- Mit den Gemeinderats- und Bürgermeisterwahlen in Oberösterreich 2009 hatte der Gemeinderat folgende Verteilung: 17 SPÖ, 9 FPÖ, 9 ÖVP und 2 GRÜNE.
- Mit den Gemeinderats- und Bürgermeisterwahlen in Oberösterreich 2015 hatte der Gemeinderat folgende Verteilung: 15 FPÖ, 15 SPÖ, 5 ÖVP und 2 GRÜNE.
- Mit den Gemeinderats- und Bürgermeisterwahlen in Oberösterreich 2021 hat der Gemeinderat folgende Verteilung: 16 FPÖ, 12 SPÖ, 6 ÖVP und 3 GRÜNE.[16][17]

### Bürgermeister
- 1946–1958 Josef Redleitner (SPÖ)
- 1958–1985 Walter Wimmer (SPÖ)
- 1985–1995 Gottfried Aschenwald (SPÖ)
- 1995–2010 Walter Ernhard (SPÖ)
- 2010–2021 Manfred Baumberger (SPÖ)
- seit 2021 Christian Partoll (FPÖ)

### Wappen
Offizielle Beschreibung des Gemeindewappens:

„Durch eine silberne Wellenleiste vom Schildfuß zum Schildhaupt schräglinks geteilt; oben in Grün eine Reihe von sechs silbernen, jeweils unten etwas kürzeren Orgelpfeifen, unten in Rot ein silbernes Zahnrad.“

Die Gemeindefarben sind Grün-Gelb-Rot.
Die Orgelpfeifen im 1985 verliehenen Gemeindewappen verweisen auf den in Ansfelden geborenen Komponisten und Organisten Anton Bruckner. Das Zahnrad steht für die Bedeutung von Industrie und Gewerbe für die Stadt, die Wellenleiste für die beiden Flüsse Krems und Traun.

### Gemeindepartnerschaften
- seit ? Condega in Nicaragua

## Persönlichkeiten

### Söhne und Töchter der Gemeinde
- Anton Bruckner (1824–1896), Komponist der Romantik, Organist und Musikpädagoge
- Vinzenz Nohel (1902–1947), Hilfsarbeiter, NS-Täter
- Walter Wimmer (1919–2003), Politiker (SPÖ) und Abgeordneter zum Nationalrat
- Hermann Aichmair (1924–2022), Hochschullehrer, Autor, Maler und Bildhauer
- Josef Friedhuber (* 1948), Fotograf
- Hermann Krist (* 1959), Politiker (SPÖ) und Abgeordneter zum Nationalrat
- Josef Schicklgruber (* 1967), Fußballtorhüter
- Tobias Haslehner (* 2001), American-Football-Spieler

### Personen mit Bezug zur Gemeinde
- Franz Xaver Pritz (1791–1872), Augustinerchorherr und Historiker
- Peter Potye (1925–2022), Zeitzeuge
- Helmut Ortner (1927–2024), Schauspieler, lebte in Berg an der Krems
- Hermann Knapp (* 1964), Schriftsteller, lebt in Kremsdorf
- Bernhard Sallmann (* 1967), deutscher freier Filmemacher, wuchs in Ansfelden auf
- Bernd Bergmair (* 1968), Investor, wuchs in Ansfelden auf
- Werner Gruber (* 1970), Neurophysiker und Autor, wuchs in Ansfelden auf
- Evelyn Pernkopf (* 1990), Skirennläuferin, wohnt in Ansfelden[19]

### Ehrenbürger der Gemeinde
- Walter Wimmer, Bürgermeister von 1958 bis 1985 (2003)
- Gottfried Aschenwald, Bürgermeister von 1985 bis 1995 (2005)
- Albert Schreiberhuber (2005)

### Träger der Kulturehrennadel
Die Kulturehrennadel wird seit 1996 an verschiedene im Bereich der Kultur engagierte Gemeindebürger vergeben.
- Josef Fuchshuber (1997)
- Oskar Feldtänzer (2001)
- Josef Friedhuber (2001)
- Harald Limberger (2005)
- Otto Griesmeier (2006)
- Michael Hochgatterer (2006)
- Josef Paulmair (2006)
- Hermann Holzner (2008)
- Helmut Roth (2008)

### Anerkennungszeichen für besondere Verdienste im Ehrenamt
Im Dezember 2011 wurde erstmals das Anerkennungszeichen für besondere Verdienste im Ehrenamt an 24 Personen verliehen. Die Stadt drückt damit ihre Wertschätzung und Anerkennung für ehrenamtliches Engagement aus. Bei der Gala wurde das Anerkennungszeichen an Othmar Gruber, Paul Müller, Walter Becker, Christine Platzl, Georg Tiefgraber, Daniel Stotz, Rupert Schwaiger, Waltraud Schinko, Margaretha Cepek, Anna und Georg Safnauer, Werner Brandl, Johann Niederhuemer, Erwin Schönecker, Leopoldine Grünbart, Anna Auer, Karl Greul, Peter Mayer, Eduard Gruber, Elisabeth Fuchshuber, Siegfried Niederhuber, Grete Pichler, Helmut Rabitsch und Brigitte Schauflinger verliehen.